# San Gabriel (Uruguay)

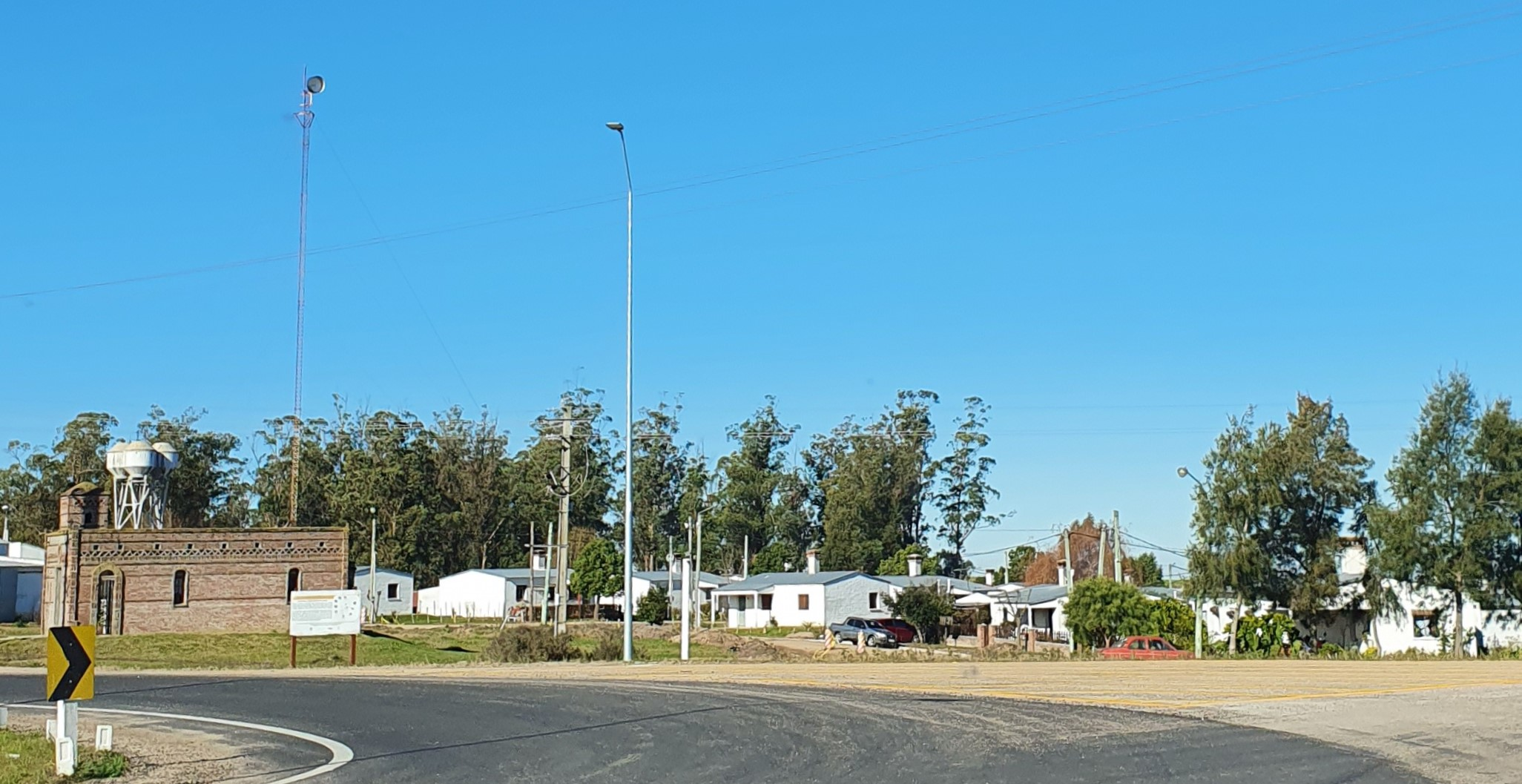
San Gabriel, 2021

San Gabriel ist eine Ortschaft in Uruguay.

## Geographie
San Gabriel befindet sich auf dem Gebiet des Departamento Florida in dessen Sektor 2. Sie liegt ungefähr auf halber Strecke zwischen Reboledo im Osten und La Macana im Westen im südlichen Zentrum des Departamentos, direkt südlich der Kreuzung der Ruta 6 mit der Ruta 56.

## Einwohner
Bei der Volkszählung des Jahres 2011 hatte San Gabriel 172 Einwohner, davon 92 männliche und 80 weibliche. Für die vorhergehenden Volkszählungen der Jahre 1963, 1975, 1985, 1996 und 2004 sind beim Instituto Nacional de Estadística de Uruguay keine Daten erfasst worden.
| Jahr | Einwohner |
| ---- | --------- |
| 1963 | -         |
| 1975 | -         |
| 1985 | -         |
| 1996 | -         |
| 2004 | -         |
| 2011 | 172       |

Quelle: Instituto Nacional de Estadística de Uruguay